# Orchestre philharmonique du Luxembourg
Fondé en 1933, l'Orchestre philharmonique du Luxembourg (Grand orchestre symphonique de RTL jusqu'en 1996, OPL jusqu'en 2023) est l'orchestre national du Luxembourg. Il est en résidence permanente à la Philharmonie Luxembourg à Luxembourg ville depuis l'ouverture de celle-ci en 2005.

## Historique
Le Grand orchestre symphonique de Radio Luxembourg donne son premier concert au casino de Luxembourg le 28 novembre 1933 sous l’égide de Radio Luxembourg (RTL) appartenant à la Compagnie Luxembourgeoise de Radiodiffusion. Henri Pensis en est le fondateur et premier directeur musical de l'orchestre, mais en 1939 à l'aube de la Seconde Guerre mondiale ce dernier s'exile aux États-Unis pour y diriger l'Orchestre philharmonique du New Jersey et l'Orchestre symphonique de Sioux, mais il revient le diriger en 1946 à la fin de la guerre.
À la fin de la guerre en 1945 un petit orchestre est constitué, puis 1946 le travail de l'Orchestre symphonique avec le retour d'Henri Pensis reprend. L'orchestre se produit à l'auditorium de la Villa Louvigny, en 1953 le premier enregistrement de l'orchestre est réalisé. À partir de 1964 l'orchestre symphonique peut se produire au Grand Théâtre de Luxembourg qui vient d'ouvrir ainsi que dans différentes annexes du conservatoire, éparpillées dans la ville de Luxembourg. En 1984, un nouvel auditorium dont l'acoustique est remarquable est ouvert au conservatoire.
Fin 1986, le titre de l'orchestre est modifié et devient « Orchestre symphonique de RTL ». 
En 1991 la Compagnie luxembourgeoise de radiodiffusion (CLT) est privatisée et, en 1995, la nouvelle direction a décidé de ne pas renouveler le contrat qui la lie à l'Orchestre symphonique de RTL. En 1996, l'État luxembourgeois crée alors la Fondation Henri Pensis afin de pérenniser l'orchestre symphonique.
En 1996, l'Orchestre symphonique de RTL est rebaptisé Orchestre philharmonique du Luxembourg (OPL).
En 2005 c'est l'inauguration de la nouvelle grande salle de la Philharmonie Luxembourg, spécialement dédiée à l'Orchestre philharmonique. Depuis janvier 2012 l'Orchestre philharmonique du Luxembourg (OPL) et Philharmonie Luxembourg forment une seule entité.
En janvier 2025, Martin Rajna est nommé directeur musical de l'orchestre à partir de septembre 2026 pour une durée de quatre saisons.

## Organisation

### Direction
- 1933 - 1939 : Henri Pensis (fondateur)
- 1939 - 1945 : vacance (Seconde Guerre mondiale)
- 1946 - 1958 : Henri Pensis
- 1958 - 1958 : Carl Melles
- 1958 - 1980 : Louis de Froment
- 1981 - 1996 : Leopold Hager
- 1997 - 2000 : David Shallon
- 2002 - 2006 : Bramwell Tovey
- 2006 - 2015 : Emmanuel Krivine
- 2015 - : Gustavo Gimeno

### Financement
L'orchestre est soutenu financièrement par le ministère de la Culture du Grand-Duché de Luxembourg et par la ville de Luxembourg. En outre, l'OPL travaille aussi avec des partenaires et des mécènes.

## Enregistrements

### Discographie sélective
- Ravel – Daphnis et Chloé. Gustavo Gimeno, Orchestre Philharmonique Luxembourg, WDR Rundfunkchor Köln. Pentatone PTC 5186652 (2017).
- Shostakovich – Symphony No. 1 and other short works. Gustavo Gimeno, Orchestre Philharmonique Luxembourg. Pentatone PTC 5186622 (2017).
- Debussy – La Mer. Gustavo Gimeno, Orchestre Philharmonique du Luxembourg. Pentatone PTC 5186627 (2018).
- Mahler – Symphony No. 4. Gustavo Gimeno, Miah Persson, Orchestre Philharmonique Luxembourg. Pentatone PTC 5186651 (2018).
- Francisco Coll – Violin Concerto and other works. Gustavo Gimeno, Patricia Kopatchinskaja, Orchestre Philharmonique du Luxembourg. Pentatone PTC5186951 (2021)
- Stravinsky – L’Oiseau de Feu, Apollon Musagète. Gustavo Gimeno, Orchestre Philharmonique du Luxembourg. harmonia mundi HMM905303 (2022).
- Rossini – Stabat Mater. Maria Agresta, Daniela Barcellona, René Barbera, Carlo Lepore, Wiener Singverein, Gustavo Gimeno, Orchestre Philharmonique du Luxembourg. harmonia mundi HMM905355 (2022).
- Puccini – Messa Di Gloria & Orchestral Works. Charles Castronovo, Ludovic Tézier, Gustavo Gimeno, Orchestre Philharmonique du Luxembourg. harmonia mundi HMM905367 (2023).
- Dutilleux – Tout Un Monde Lointain. Jean-Guihen Queyras, Gustavo Gimeno, Orchestre Philharmonique du Luxembourg. harmonia mundi HMM902715 (2024). Diapason d’or 2024.

### Bandes originales de film
- 2018 : Croc-Blanc de Alexandre Espigares, musique de Bruno Coulais.
- 2024 : Angelo dans la forêt mystérieuse d’Alexandre Ducord et Vincent Paronnaud, musique d’Olivier Bernet.